# 孙干卿
孙干卿（1919年1月19日—2019年1月5日），山东省淄博市临淄区梧台镇北安合村人，中国人民解放军少将。

## 生平
早年参加抗日战争，担任博兴县独立营营长。第二次国共内战期间，担任东北民主联军二十旅五十九团团长，参加四平战役、渡江战役、广东战役、海南岛战役等。1950年，升任128师师长。1952年，担任中国人民解放军第43军参谋长。1956年，升任广州军区炮兵司令员。1963年，改任海南军区司令员，晋升少将军衔。1969年12月，调任广州军区参谋长，参加西沙群岛战役。1977年，担任昆明军区参谋长，两年后参加中越战争。
2019年1月5日，孙干卿在南京逝世，享年100岁。